# NASCAR Nextel Cup de 2004
A Temporada da NASCAR Nextel Cup de 2004 foi a 56º edição da Nascar, com 36 etapas disputadas o campeão foi Kurt Busch.

## Times e Pilotos

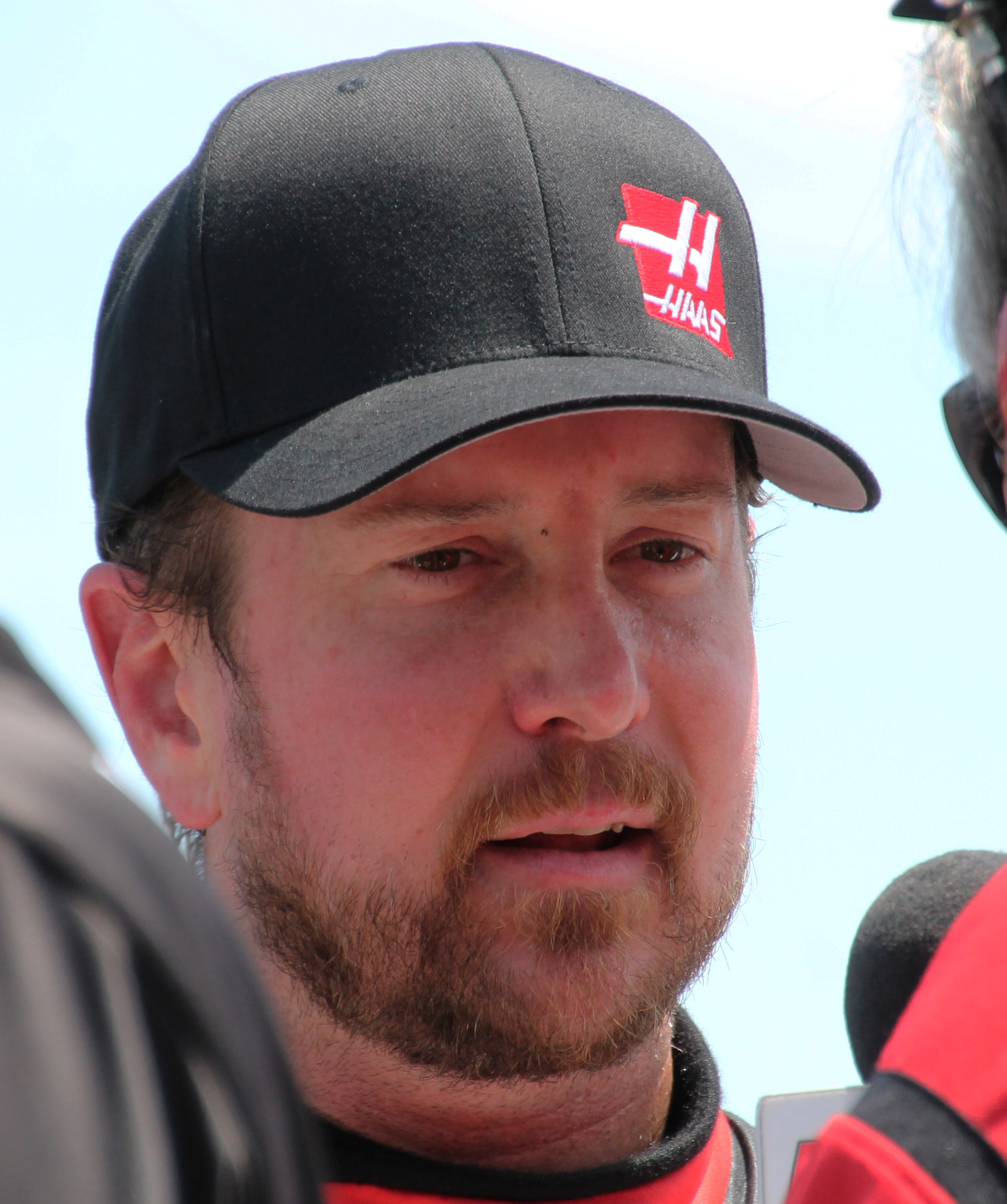
Kurt Busch ganhou a temporada de 2004

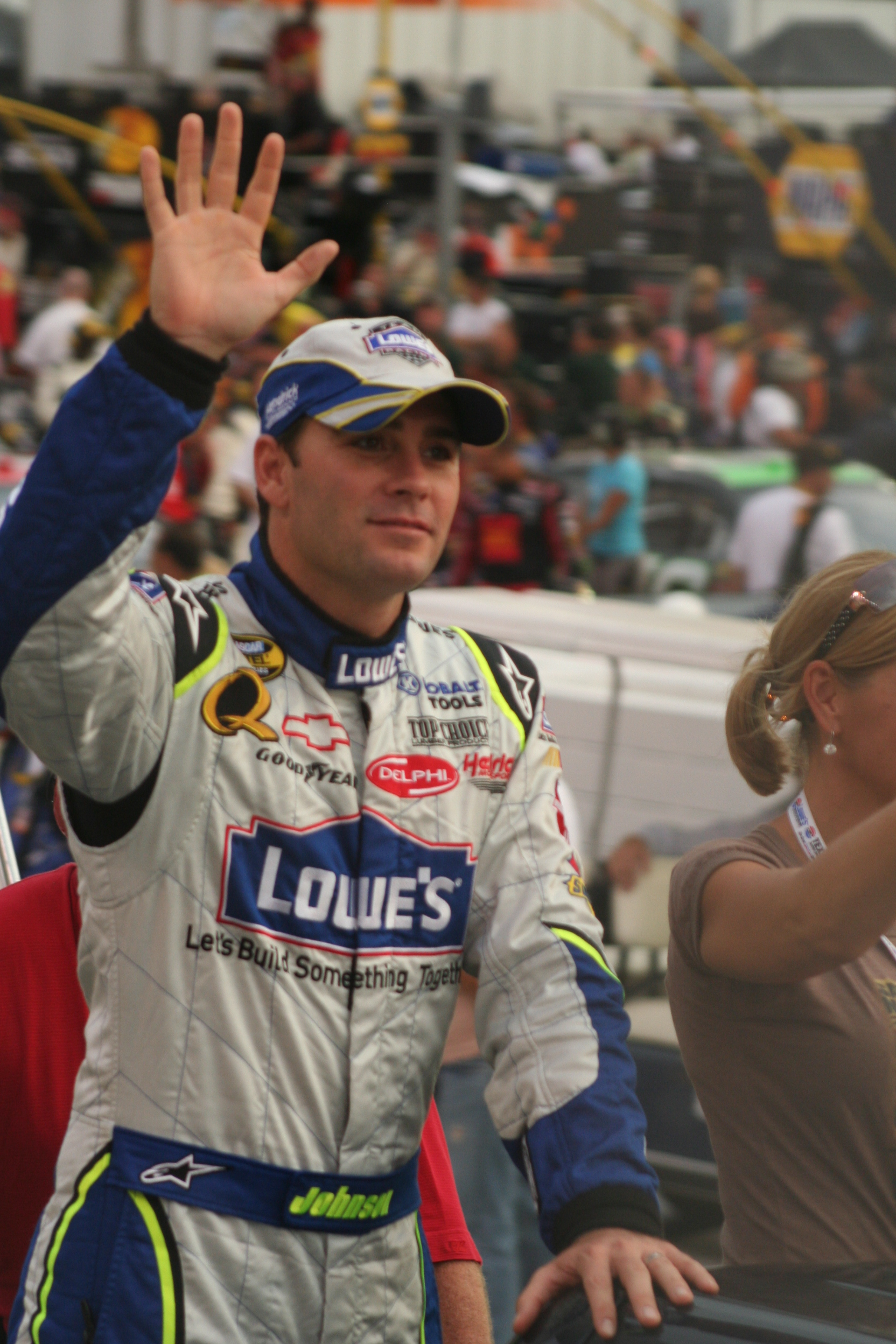
Jimmie Johnson ficou em segundo por 8 pontos

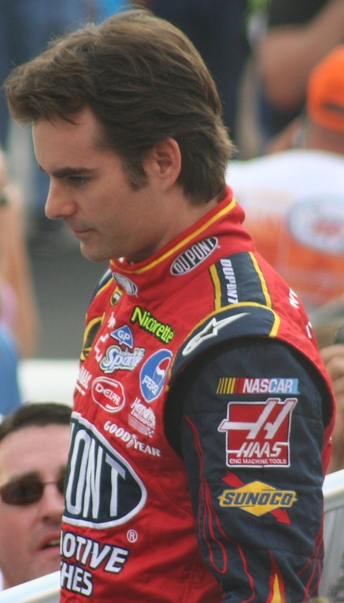
Jeff Gordon foi o terceiro

### Calendário completo
| Chassi    | Time                        | N. | Piloto                | Chefe de equipe   |
| --------- | --------------------------- | -- | --------------------- | ----------------- |
| Chevrolet | Dale Earnhardt Incorporated | 8  | Dale Earnhardt Jr.    | Tony Eury         |
| Chevrolet | Dale Earnhardt Incorporated | 15 | Michael Waltrip       | Slugger Labbe     |
| Chevrolet | Haas CNC Racing             | 0  | Ward Burton 34        | Bootie Barker     |
| Chevrolet | Haas CNC Racing             | 0  | Mike Bliss 2          | Bootie Barker     |
| Chevrolet | Hendrick Motorsports        | 5  | Terry Labonte         | Jim Long          |
| Chevrolet | Hendrick Motorsports        | 24 | Jeff Gordon           | Robbie Loomis     |
| Chevrolet | Hendrick Motorsports        | 25 | Brian Vickers (R)     | Peter Sospenzo    |
| Chevrolet | Hendrick Motorsports        | 48 | Jimmie Johnson        | Chad Knaus        |
| Chevrolet | Joe Gibbs Racing            | 18 | Bobby Labonte         | Brandon Thomas    |
| Chevrolet | Joe Gibbs Racing            | 20 | Tony Stewart          | Greg Zipadelli    |
| Chevrolet | MBV Motorsports             | 01 | Joe Nemechek          | Ryan Pemberton    |
| Chevrolet | MBV Motorsports             | 10 | Scott Riggs (R)       | Doug Randolph     |
| Chevrolet | Morgan-McClure Motorsports  | 4  | Kevin Lepage 7        | Chris Carrier     |
| Chevrolet | Morgan-McClure Motorsports  | 4  | Jimmy Spencer 25      | Chris Carrier     |
| Chevrolet | Morgan-McClure Motorsports  | 4  | Mike Wallace 4        | Chris Carrier     |
| Chevrolet | PPI Motorsports             | 32 | Ricky Craven 25       | Harold Holly      |
| Chevrolet | PPI Motorsports             | 32 | Bobby Hamilton Jr. 11 | Harold Holly      |
| Chevrolet | Richard Childress Racing    | 29 | Kevin Harvick         | Todd Berrier      |
| Chevrolet | Richard Childress Racing    | 30 | Johnny Sauter 13      | Kevin Hamlin      |
| Chevrolet | Richard Childress Racing    | 30 | Dave Blaney 8         | Kevin Hamlin      |
| Chevrolet | Richard Childress Racing    | 30 | Jim Inglebright 1     | Kevin Hamlin      |
| Chevrolet | Richard Childress Racing    | 30 | Jeff Burton 14        | Kevin Hamlin      |
| Chevrolet | Richard Childress Racing    | 31 | Robby Gordon          | Chris Andrews     |
| Dodge     | BAM Racing                  | 49 | Ken Schrader          | David Hyder       |
| Dodge     | Bill Davis Racing           | 22 | Scott Wimmer (R)      | Frank Stoddard    |
| Dodge     | Chip Ganassi Racing         | 40 | Sterling Marlin       | Tony Glover       |
| Dodge     | Chip Ganassi Racing         | 41 | Casey Mears           | Jimmy Elledge     |
| Dodge     | Chip Ganassi Racing         | 42 | Jamie McMurray        | Donnie Wingo      |
| Dodge     | Evernham Motorsports        | 9  | Kasey Kahne (R)       | Tommy Baldwin Jr. |
| Dodge     | Evernham Motorsports        | 19 | Jeremy Mayfield       | Kenny Francis     |
| Dodge     | Penske-Jasper Racing        | 2  | Rusty Wallace         | Larry Carter      |
| Dodge     | Penske-Jasper Racing        | 12 | Ryan Newman           | Matt Borland      |
| Dodge     | Penske-Jasper Racing        | 77 | Brendan Gaughan (R)   | Shane Wilson      |
| Dodge     | Petty Enterprises           | 43 | Jeff Green            | Greg Steadman     |
| Dodge     | Petty Enterprises           | 45 | Kyle Petty            | Bill Henderson    |
| Ford      | Kirk Shelmerdine Racing     | 72 | Kirk Shelmerdine 32   | Phil Harris       |
| Ford      | Kirk Shelmerdine Racing     | 72 | Tom Hubert 2          | Phil Harris       |
| Ford      | Kirk Shelmerdine Racing     | 72 | Ted Christopher 1     | Phil Harris       |
| Ford      | Kirk Shelmerdine Racing     | 72 | Brad Teague 1         | Phil Harris       |
| Ford      | Robert Yates Racing         | 38 | Elliott Sadler        | Todd Parrott      |
| Ford      | Robert Yates Racing         | 88 | Dale Jarrett          | Mike Ford         |
| Ford      | Roush Racing                | 6  | Mark Martin           | Pat Tryson        |
| Ford      | Roush Racing                | 16 | Greg Biffle           | Doug Richert      |
| Ford      | Roush Racing                | 17 | Matt Kenseth          | Robbie Reiser     |
| Ford      | Roush Racing                | 97 | Kurt Busch            | Jimmy Fennig      |
| Ford      | Roush Racing                | 99 | Jeff Burton 22        | Bob Osbourne      |
| Ford      | Roush Racing                | 99 | Carl Edwards (R) 13   | Bob Osbourne      |
| Ford      | Roush Racing                | 99 | Dave Blaney 1         | Bob Osbourne      |
| Ford      | Wood Brothers Racing        | 21 | Ricky Rudd            | Michael McSwain   |

### Calendário incompleot
| Chassi                 | Time                         | N. | Piloto              | Chefe de equipe                              | Rodadas |
| ---------------------- | ---------------------------- | -- | ------------------- | -------------------------------------------- | ------- |
| Chevrolet              | Brewco Motorsports           | 27 | David Green         |                                              | 1       |
| Chevrolet              | Competitive Edge Motorsports | 51 | Kevin Lepage        |                                              | 9       |
| Chevrolet              | Competitive Edge Motorsports | 51 | Tony Raines         | 7                                            |         |
| Chevrolet              | Conely Racing                | 79 | Stan Boyd           |                                              | 2       |
| Chevrolet              | Dale Earnhardt Incorporated  | 1  | John Andretti       | Pete Rondeau                                 | 6       |
| Chevrolet              | Dale Earnhardt Incorporated  | 1  | Ron Fellows         | Pete Rondeau                                 | 1       |
| Chevrolet              | Dale Earnhardt Incorporated  | 1  | Martin Truex, Jr.   | Pete Rondeau                                 | 3       |
| Chevrolet              | Dale Earnhardt Incorporated  | 1  | Kenny Wallace       | Pete Rondeau                                 | 1       |
| Chevrolet              | Gary Keller Racing           | 35 | Mike Wallace        |                                              | 4       |
| Chevrolet              | Gary Keller Racing           | 35 | Kenny Hendrick      | 1                                            |         |
| Chevrolet              | GIC-Mixon Motorsports        | 93 | Geoffrey Bodine     |                                              | 2       |
| Chevrolet              | Haas CNC Racing              | 60 | Jason Leffler       |                                              | 1       |
| Chevrolet              | Hendrick Motorsports         | 84 | Kyle Busch          | Gary DeHart                                  | 9       |
| Chevrolet              | Hollenbeck Motorsports       | 62 | Larry Hollenbeck    |                                              | 2       |
| Chevrolet              | Joe Gibbs Racing             | 11 | J.J. Yeley          | Doug Hewitt                                  | 4       |
| Chevrolet              | Joe Gibbs Racing             | 11 | Ricky Craven        | Doug Hewitt                                  | 1       |
| Chevrolet              | Joe Gibbs Racing             | 80 | Mike Bliss          | Doug Hewitt                                  | 2       |
| Chevrolet              | Richard Childress Racing     | 33 | Mike Skinner        | Gil Martin 8 Bobby Leslie 1                  | 1       |
| Chevrolet              | Richard Childress Racing     | 33 | Kerry Earnhardt     | Gil Martin 8 Bobby Leslie 1                  | 6       |
| Chevrolet              | Richard Childress Racing     | 33 | Johnny Sauter       | Gil Martin 8 Bobby Leslie 1                  | 2       |
| Chevrolet              | MB2 Motorsports              | 36 | Boris Said          |                                              | 4       |
| Chevrolet              | Michael Waltrip Racing       | 00 | Kenny Wallace       |                                              | 8       |
| Chevrolet              | McGlynn Racing               | 00 | Ryan McGlynn        | 5                                            |         |
| Chevrolet              | McGlynn Racing               | 00 | Carl Long           | 5                                            |         |
| Chevrolet              | McGlynn Racing               | 08 | Ryan McGlynn        | 1                                            |         |
| Chevrolet              | McGlynn Racing               | 08 | Carl Long           | 1                                            |         |
| Chevrolet              | Morgan-McClure Motorsports   | 04 | Eric McClure        |                                              | 2       |
| Dodge                  | Arnold Motorsports           | 50 | Derrike Cope        | Mike Hillman                                 | 12      |
| Dodge                  | Arnold Motorsports           | 50 | Mike Wallace        | Mike Hillman                                 | 3       |
| Dodge                  | Arnold Motorsports           | 50 | P. J. Jones         | Mike Hillman                                 | 5       |
| Dodge                  | Arnold Motorsports           | 50 | Todd Bodine         | Mike Hillman                                 | 12      |
| Dodge                  | Arnold Motorsports           | 50 | Jeff Fuller         | Mike Hillman                                 | 3       |
| Dodge                  | BAM Racing                   | 59 | Klaus Graf          |                                              | 3       |
| Dodge                  | BAM Racing                   | 59 | Larry Foyt          | 2                                            |         |
| Dodge                  | BAM Racing                   | 70 | Larry Foyt          | 1                                            |         |
| Dodge                  | Bill Davis Racing            | 23 | Dave Blaney         |                                              | 6       |
| Dodge                  | Bill Davis Racing            | 23 | Tony Raines         | 2                                            |         |
| Dodge                  | Bill Davis Racing            | 23 | Shane Hmiel         | 5                                            |         |
| Dodge                  | Evernham Motorsports         | 91 | Bill Elliott        | Sammy Johns                                  | 3       |
| Dodge                  | Chip Ganassi Racing          | 39 | Scott Pruett        |                                              | 2       |
| Dodge                  | Gary Trout Autosports        | 34 | Geoffrey Bodine     |                                              | 1       |
| Dodge                  | Glenn Racing                 | 46 | Carl Long           |                                              | 5       |
| Dodge                  | Haefele Racing               | 75 | Mike Garvey         |                                              | 5       |
| Dodge                  | Penske-Jasper Racing         | 06 | Chad Blount         | Roy McCauley                                 | 1       |
| Dodge                  | Penske-Jasper Racing         | 06 | Travis Kvapil       | Roy McCauley                                 | 4       |
| Dodge                  | Phoenix Racing               | 09 | Johnny Benson, Jr.  | Jerry Pitts                                  | 4       |
| Dodge                  | Phoenix Racing               | 09 | Joe Ruttman         | Jerry Pitts                                  | 7       |
| Dodge                  | Phoenix Racing               | 09 | Bobby Hamilton, Jr. | Jerry Pitts                                  | 6       |
| Dodge                  | Phoenix Racing               | 09 | Tony Raines         | Jerry Pitts                                  | 1       |
| Dodge                  | Phoenix Racing               | 09 | Scott Pruett        | Jerry Pitts                                  | 1       |
| Dodge                  | Phoenix Racing               | 09 | Mike Wallace        | Jerry Pitts                                  | 4       |
| Dodge                  | Phoenix Racing               | 09 | Johnny Sauter       | Jerry Pitts                                  | 5       |
| Dodge                  | R&J Racing                   | 37 | Todd Bodine         | Billy Poindexter                             | 4       |
| Dodge                  | R&J Racing                   | 37 | Chad Blount         | Billy Poindexter                             | 2       |
| Dodge                  | R&J Racing                   | 37 | Kevin Lepage        | Billy Poindexter                             | 12      |
| Dodge                  | John Carter Racing           | 37 | Andy Hillenburg     | Billy Poindexter                             | 2       |
| Dodge                  | John Carter Racing           | 37 | Stanton Barrett     | Billy Poindexter                             | 1       |
| Dodge                  | Sacks Motorsports            | 13 | Greg Sacks          |                                              | 11      |
| Dodge                  | Shepherd Racing Ventures     | 89 | Morgan Shepherd     | Troy Kelly 14 Darin Kummrow 17 Terry Allen 2 | 32      |
| Dodge                  | Ultra Motorsports            | 7  | Jimmy Spencer       | Bob Temple                                   | 1       |
| Dodge                  | Ultra Motorsports            | 7  | Dave Blaney         | Bob Temple                                   | 1       |
| Dodge                  | Ultra Motorsports            | 7  | Steve Park          | Bob Temple                                   | 1       |
| Dodge                  | Ware Racing Enterprises      | 52 | Stanton Barrett     |                                              | 2       |
| Dodge                  | A. J. Foyt Enterprises       | 14 | Larry Foyt          | Keith Koppenal 4 Dave Charpentier 5          | 4       |
| Ford                   | ppc Racing                   | 14 | John Andretti       | Keith Koppenal 4 Dave Charpentier 5          | 5       |
| Ford                   | Donlavey Racing              | 90 | Andy Hillenburg     | Junie Donlavey                               | 1       |
| Ford                   | Donlavey Racing              | 90 | Kevin Ray           | Junie Donlavey                               | 1       |
| Ford                   | Donlavey Racing              | 90 | A. J. Henriksen     | Junie Donlavey                               | 1       |
| Ford                   | Front Row Motorsports        | 92 | Brad Teague         |                                              | 1       |
| Ford                   | Front Row Motorsports        | 92 | Tony Raines         | 1                                            |         |
| Ford                   | Front Row Motorsports        | 92 | Stanton Barrett     | 1                                            |         |
| Ford                   | Harrah Racing                | 78 | Jeff Fultz          |                                              | 1       |
| Ford                   | Hover Motorsports            | 80 | Andy Hillenburg     | Stan Hover                                   | 8       |
| Ford                   | Hover Motorsports            | 80 | Randy LaJoie        | Stan Hover                                   | 1       |
| Ford                   | Hover Motorsports            | 80 | Carl Long           | Stan Hover                                   | 4       |
| Ford                   | Hover Motorsports            | 80 | Tony Ave            | Stan Hover                                   | 2       |
| Ford                   | Hover Motorsports            | 80 | Ted Christopher     | Stan Hover                                   | 1       |
| Ford                   | Hover Motorsports            | 80 | Derrike Cope        | Stan Hover                                   | 1       |
| Ford                   | Hover Motorsports            | 80 | Mario Gosselin      | Stan Hover                                   | 3       |
| Ford                   | Hover Motorsports            | 80 | Andy Belmont        | Stan Hover                                   | 1       |
| Dodge Ford             | Mach 1 Motorsports           | 96 | Larry Gunselman     | Mike Steurer                                 | 1       |
| Dodge Ford             | Mach 1 Motorsports           | 96 | Derrike Cope        | Mike Steurer                                 | 1       |
| Dodge Ford             | Mach 1 Motorsports           | 96 | Randy LaJoie        | Mike Steurer                                 | 1       |
| Dodge Ford             | Mach 1 Motorsports           | 98 | Larry Gunselman     | Mike Steurer 31 Sammy Johns 3                | 6       |
| Dodge Ford             | Mach 1 Motorsports           | 98 | Todd Bodine         | Mike Steurer 31 Sammy Johns 3                | 10      |
| Dodge Ford             | Mach 1 Motorsports           | 98 | Geoffrey Bodine     | Mike Steurer 31 Sammy Johns 3                | 7       |
| Dodge Ford             | Mach 1 Motorsports           | 98 | Bill Elliott        | Mike Steurer 31 Sammy Johns 3                | 3       |
| Dodge Ford             | Mach 1 Motorsports           | 98 | Derrike Cope        | Mike Steurer 31 Sammy Johns 3                | 4       |
| Dodge Ford             | Mach 1 Motorsports           | 98 | Chad Chaffin        | Mike Steurer 31 Sammy Johns 3                | 1       |
| Dodge Ford             | Mach 1 Motorsports           | 98 | Randy LaJoie        | Mike Steurer 31 Sammy Johns 3                | 3       |
| Chevrolet Ford Pontiac | SCORE Motorsports            | 02 | Carl Long           | Ernie Cope 27 Ed Ash 1 Jeff Buckner 3        | 1       |
| Chevrolet Ford Pontiac | SCORE Motorsports            | 02 | Andy Belmont        | Ernie Cope 27 Ed Ash 1 Jeff Buckner 3        | 3       |
| Chevrolet Ford Pontiac | SCORE Motorsports            | 02 | Hermie Sadler       | Ernie Cope 27 Ed Ash 1 Jeff Buckner 3        | 24      |
| Chevrolet Ford Pontiac | SCORE Motorsports            | 02 | Derrike Cope        | Ernie Cope 27 Ed Ash 1 Jeff Buckner 3        | 1       |
| Chevrolet Ford Pontiac | SCORE Motorsports            | 02 | Brandon Ash         | Ernie Cope 27 Ed Ash 1 Jeff Buckner 3        | 1       |
| Chevrolet Ford Pontiac | SCORE Motorsports            | 02 | Jason Jarrett       | Ernie Cope 27 Ed Ash 1 Jeff Buckner 3        | 1       |
| Chevrolet Dodge Ford   | W.W. Motorsports             | 94 | Stanton Barrett     | Terry Allen                                  | 11      |
| Chevrolet Dodge Ford   | W.W. Motorsports             | 94 | Derrike Cope        | Terry Allen                                  | 4       |
| Chevrolet Dodge Ford   | W.W. Motorsports             | 94 | Brad Teague         | Terry Allen                                  | 1       |

## Calendário
| N.                       | Data   | Corrida                       | Circuito                        | Campeão            | Segundo            | Terceiro           |
| 1                        | 15-feb | Daytona 500                   | Daytona International Speedway  | Dale Earnhardt Jr. | Tony Stewart       | Scott Wimmer       |
| 2                        | 22-feb | Subway 400                    | Rockingham Speedway             | Matt Kenseth       | Kasey Kahne        | Jamie McMurray     |
| 3                        | 7-mrt  | UAW-DaimlerChrysler 400       | Las Vegas Motor Speedway        | Matt Kenseth       | Kasey Kahne        | Tony Stewart       |
| 4                        | 14-mrt | Golden Corral 500             | Atlanta Motor Speedway          | Dale Earnhardt Jr. | Jeremy Mayfield    | Kasey Kahne        |
| 5                        | 21-mrt | Carolina Dodge Dealers 400    | Darlington Raceway              | Jimmie Johnson     | Bobby Labonte      | Ryan Newman        |
| 6                        | 28-mrt | Food City 500                 | Bristol Motor Speedway          | Kurt Busch         | Rusty Wallace      | Kevin Harvick      |
| 7                        | 4-apr  | Samsung/RadioShack 500        | Texas Motor Speedway            | Elliott Sadler     | Kasey Kahne        | Jeff Gordon        |
| 8                        | 18-apr | Advance Auto Parts 500        | Martinsville Speedway           | Rusty Wallace      | Bobby Labonte      | Dale Earnhardt Jr. |
| 9                        | 25-apr | Aaron's 499                   | Talladega Superspeedway         | Jeff Gordon        | Dale Earnhardt Jr. | Kevin Harvick      |
| 10                       | 2-mei  | Auto Club 500                 | California Speedway             | Jeff Gordon        | Jimmie Johnson     | Ryan Newman        |
| 11                       | 15-mei | Chevy American Revolution 400 | Richmond International Raceway  | Dale Earnhardt Jr. | Jimmie Johnson     | Bobby Labonte      |
| 12                       | 30-mei | Coca-Cola 600                 | Charlotte Motor Speedway        | Jimmie Johnson     | Michael Waltrip    | Matt Kenseth       |
| 13                       | 6-jun  | MBNA America 400              | Dover International Speedway    | Mark Martin        | Tony Stewart       | Dale Earnhardt Jr. |
| 14                       | 13-jun | Pocono 500                    | Pocono Raceway                  | Jimmie Johnson     | Jeremy Mayfield    | Bobby Labonte      |
| 15                       | 20-jun | DHL 400                       | Michigan International Speedway | Ryan Newman        | Kasey Kahne        | Dale Jarrett       |
| 16                       | 27-jun | Dodge/Save Mart 350           | Infineon Raceway                | Jeff Gordon        | Jamie McMurray     | Scott Pruett       |
| 17                       | 4-jul  | Pepsi 400                     | Daytona International Speedway  | Jeff Gordon        | Jimmie Johnson     | Dale Earnhardt Jr. |
| 18                       | 11-jul | Tropicana 400                 | Chicagoland Speedway            | Tony Stewart       | Jimmie Johnson     | Dale Jarrett       |
| 19                       | 25-jul | Siemens 300                   | New Hampshire Motor Speedway    | Kurt Busch         | Jeff Gordon        | Ryan Newman        |
| 20                       | 1-aug  | Pennsylvania 500              | Pocono Raceway                  | Jimmie Johnson     | Mark Martin        | Kasey Kahne        |
| 21                       | 8-aug  | Brickyard 400                 | Indianapolis Motor Speedway     | Jeff Gordon        | Dale Jarrett       | Elliott Sadler     |
| 22                       | 15-aug | Sirius at the Glen            | Watkins Glen International      | Tony Stewart       | Ron Fellows        | Mark Martin        |
| 23                       | 22-aug | GFS Marketplace 400           | Michigan International Speedway | Greg Biffle        | Mark Martin        | Dale Jarrett       |
| 24                       | 28-aug | Sharpie 500                   | Bristol Motor Speedway          | Dale Earnhardt Jr. | Ryan Newman        | Jimmie Johnson     |
| 25                       | 5-sep  | Pop Secret 500                | California Speedway             | Elliott Sadler     | Kasey Kahne        | Mark Martin        |
| 26                       | 11-sep | Chevy Rock and Roll 400       | Richmond International Raceway  | Jeremy Mayfield    | Dale Earnhardt Jr. | Jeff Gordon        |
| Chase for the Nextel Cup |        |                               |                                 |                    |                    |                    |
| 27                       | 19-sep | Sylvania 300                  | New Hampshire Motor Speedway    | Kurt Busch         | Matt Kenseth       | Dale Earnhardt Jr. |
| 28                       | 26-sep | MBNA America 400              | Dover International Speedway    | Ryan Newman        | Mark Martin        | Jeff Gordon        |
| 29                       | 3-okt  | EA Sports 500                 | Talladega Superspeedway         | Dale Earnhardt Jr. | Kevin Harvick      | Dale Jarrett       |
| 30                       | 10-okt | Banquet 400                   | Kansas Speedway                 | Joe Nemechek       | Ricky Rudd         | Greg Biffle        |
| 31                       | 16-okt | UAW-GM Quality 500            | Charlotte Motor Speedway        | Jimmie Johnson     | Jeff Gordon        | Dale Earnhardt Jr. |
| 32                       | 24-okt | Subway 500                    | Martinsville Speedway           | Jimmie Johnson     | Jamie McMurray     | Ryan Newman        |
| 33                       | 31-okt | Bass Pro Shop MBNA 500        | Atlanta Motor Speedway          | Jimmie Johnson     | Mark Martin        | Carl Edwards       |
| 34                       | 7-nov  | Checker Auto Parts 500        | Phoenix International Raceway   | Dale Earnhardt Jr. | Ryan Newman        | Jeff Gordon        |
| 35                       | 14-nov | Mountain Dew Southern 500     | Darlington Raceway              | Jimmie Johnson     | Mark Martin        | Jeff Gordon        |
| 36                       | 21-nov | Ford 400                      | Homestead-Miami Speedway        | Greg Biffle        | Jimmie Johnson     | Jeff Gordon        |

## Classificação final - Top 10
|    | Piloto             | Time                 | Auto      | V | Pts  |
| -- | ------------------ | -------------------- | --------- | - | ---- |
| 1  | Kurt Busch         | Roush Racing         | Ford      | 3 | 6506 |
| 2  | Jimmie Johnson     | Hendrick Motorsports | Chevrolet | 8 | 6498 |
| 3  | Jeff Gordon        | Hendrick Motorsports | Chevrolet | 5 | 6490 |
| 4  | Mark Martin        | Roush Racing         | Ford      | 1 | 6399 |
| 5  | Dale Earnhardt Jr. | Dale Earnhardt, Inc. | Chevrolet | 6 | 6368 |
| 6  | Tony Stewart       | Joe Gibbs Racing     | Chevrolet | 2 | 6326 |
| 7  | Ryan Newman        | Penske Racing        | Dodge     | 2 | 6180 |
| 8  | Matt Kenseth       | Roush Racing         | Ford      | 2 | 6069 |
| 9  | Elliott Sadler     | Robert Yates Racing  | Ford      | 2 | 6024 |
| 10 | Jeremy Mayfield    | Evernham Motorsports | Dodge     | 1 | 6000 |